# Gargallo, Piemonte
Gargallo är en ort och kommun i provinsen Novara i regionen Piemonte i Italien. Kommunen hade 1 767 invånare (2018).